# Dealul cu maci
Dealul cu maci (コクリコ坂から, Kokuriko-zaka Kara) este un film japonez de animație dramatic din 2011 regizat de Gorō Miyazaki, după un scenariu de Hayao Miyazaki și Keiko Niwa. A fost animat de Studio Ghibli pentru Nippon Television Network, Dentsu, Hakuhodo DY Media Partners, Walt Disney Japan, Mitsubishi și Toho și distribuit de Toho. Este bazat pe seria manga omonimă 1980 desenată de Chizuru Takahashi și scrisă de Tetsurō Sayama. Rolurile de voce au fost interpretate de actorii Masami Nagasawa, Junichi Okada, Keiko Takeshita, Yuriko Ishida, Jun Fubuki, Takashi Naito, Shunsuke Kazama, Nao Ōmori și Teruyuki Kagawa.